# Opisthograptis crataegata
Opisthograptis crataegata là một loài bướm đêm trong họ Geometridae.